# 王起孙
王起孙（1889年2月9日—1975年5月27日），字同慈，晚號同慈老人。湖北襄陽縣下王家集（今襄陽市宜城市王集鎮）人。前清廩生。歷任中華民國政府最高法院檢察署檢察官、司法行政部刑事司司長兼主任秘書、司法行政部民事司司長兼主任秘書。二十世紀五十年代後半期至七十年代初期，以詩文聞于蘇州文化人間。
著有《甌北七律淺注》七卷，《〈史記〉識小錄》四卷，詩集、文稿以及法學專著等。

## 生平
王起孫生於1889年2月9日（農曆正月初十日），字同慈，定名前初名聯科（連科）。湖北襄陽縣下王家集（今襄陽市宜城市王集鎮）人。前清廩生。浙江道監察御史王萬芳三子，母劉大姑。
王起孫少年失怙，十四、五歲時即離家赴京，依二胞兄引孫（字景申，號缽公）讀書。考入京師法政學堂（後更名為國立北京法政專門學校）法律科，讀至畢業。辛亥革命時，曾在北伐左軍軍統劉公麾下參加革命。1913年至1949年11月，由京師地方審判廳候補推事、京師第四初級審判廳推事、累任至中華民國政府最高法院檢察署檢察官、司法行政部刑事司司長兼主任秘書、司法行政部民事司司長兼主任秘書。
王起孫作為檢察官也曾參與了1935年11月1日汪精衛遇刺案的審理。
因深得家鄉易順鼎、吳慶燾、錢葆青等諸多父輩名人之青睞，且交往頗深，留存的書信和記錄較多。又有許多遺存的與任職有關的歷史文檔、文獻、著述等描繪出了他的人生軌跡。二十世紀六七十年代，與蔣吟秋、周瘦鵑、盧文炳、張俟庵、朱錫桂、王嗣業（王繩高）、程退思、林伯希、張寒月、孫小匏等在蘇文化人為友，多有唱酬，以詩文聞於其間。與津門龔望、李琴庵等亦有詩書交往。
中華人民共和國成立後，經歷了妻兒生離之痛，輾轉來到蘇州，依三子王立吾寓居，潛心著述，啟蒙後人。1975年5月27日20時許，於三子家中無疾而終，享年八十七。1980年前後，遵遺願安葬於木瀆靈岩山麓天靈公墓。1990年10月，三女高王汝迪等奉母李璉骨灰歸，合祔。

## 著作
著有《甌北七律淺注》七卷（已刊行），《〈史記〉識小錄》四卷，詩集文稿以及法學專著等。並有歷劫尚餘的一些詩稿、文稿、信劄等存世。

## 兄弟及子女
- 長兄喜孫，字慰慈。
- 仲兄引孫，字景申，號缽公。
- 長子得階，金陵大學農藝學學生，早卒於急病（一說緣於飛機失事）。
- 長女平階，天津市四十五中學地理教師。
- 次女進階，天津市國棉印染廠廠醫。
- 次子惕階，字畏予；又名敘階。1940年黃埔軍校十六期畢業。1949年7月去了臺灣，歷任最高法院檢察署臺灣辦事處書記官、司法行政部檢察署代理書記官、副官學校（今國防大學管理學院）中校教官、陸軍供應司令部後勤官、約在1967年以中校退伍。後任高中國文教師。
- 三子宜階，字立吾，以字行。1948年畢業于東北大學中文系。蘇州大學文學院教師，1985年離休。著有《黃侃先生〈說文聲母字重音抄〉校補》、《形式邏輯初稿》（已刊行）等。
- 三女惠階（高王汝迪），1949年去了臺灣。